# 27580 Angelataylor
27580 Angelataylor è un asteroide della fascia principale. Scoperto nel 2000, presenta un'orbita caratterizzata da un semiasse maggiore pari a 2,7213423 UA e da un'eccentricità di 0,1025353, inclinata di 5,33132° rispetto all'eclittica.